# Phoreticovelia disparata
Phoreticovelia disparata  (лат.) — вид полуводных клопов из семейства Veliidae (триба Microveliini) с уникальным реверсным половым диморфизмом. Эндемик Австралии (Квинсленд).

## Описание
Мелкие клопы длиной 1—2 мм. Отличаются половым диморфизмом и необычным поведением при спаривании. Это единственный пример из мира животных, когда самка дарит самцу привлекающий его корм. У самки на спинной поверхности тела имеется особый железистый участок. К нему и цепляется вдвое меньший по размеру самец (длиной около 1 мм), который там питается выделениями пары желёз, сидя на партнёрше несколько дней. При этом самцы, как правило, обладают крыльями, а самки на стадии спаривания бескрылые, так как находятся ещё только на 4-й или 5-й личиночной стадии (нимфы). В этот период у них развивается пара специализированных дорзальных желёз для кормления самцов (у взрослых крылатых самок таковые железы утрачиваются).
Phoreticovelia disparata — околоводные насекомые, обитают в тропических речках. Ночные хищники, ищут свою добычу на водной поверхности. Второе название этого вида (клоп Зевса, Zeus bug) связано с легендой, по которой древнегреческий бог Зевс проглотил свою первую жену Метиду.